# Tomi Metsäketo
Tomi Arto Juhani Metsäketo (Helsinki, 22 febbraio 1978) è un cantante finlandese.

## Biografia
Dopo aver studiato canto classico, ha cominciato ad interpretare canzoni pop in lingua italiana, in stile italiano e serenate. Nel 2006 partecipò alle selezioni nazionali per l'Eurovision con la canzone Eternamente Maria, ma fu battuto dal gruppo Lordi, più popolare.

## Discografia
- Primo, 2002
- Tummaa, 2004
- Eternamente, 2006
- Eternamente Maria, 2006
- Roma, 2008
- Kuului laulu enkelten, 2010
- Rakkautta vain, 2012